# Guillem de Cabestany

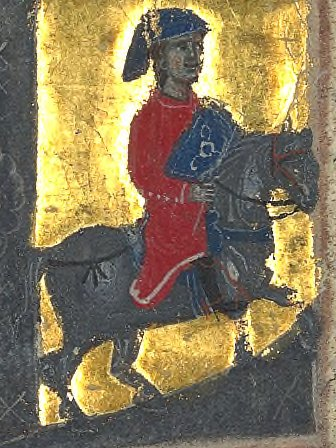
Miniatuur die Guillem de Cabestany voorstelt

Guillem de Cabestany was een Catalaanse troubadour, geboren in het graafschap Roussillon in de twaalfde eeuw en gestorven in de dertiende eeuw. Hij is ook bekend onder de namen van Guilhèm de Cabestanh (Occitaanse vorm) of Guillaume de Cabestaing (Franse vorm).
Over het leven van de Cabestany is weinig met zekerheid bekend. Hij was waarschijnlijk de zoon van Arnau de Cabestany, een edelman uit Roussillon en vazal van de heren van Château-Roussillon. Cabestany was een bolwerk, gelegen ten oosten van Château-Roussillon en ten zuidwesten van het landhuis van burggraaf Canet.
Volgens de Valenciaanse historicus Pere Tomich (1534) behoorde Guillem de Cabestany tot de  Catalaanse edelen die deelnamen aan de kruistocht tegen de Almohaden in 1212 en die ook samen met Peter II van Aragón vochten in de Slag bij Las Navas de Tolosa. In zijn gezelschap zouden zich toen ook Aymar de Mosset (derde echtgenoot van Saurimonda) en Ramon Toreillas (een van de ondertekenaars van het huwelijkscontract tussen Raimon en Saurimonda) bevonden hebben.

## Werk
Enkele aan Guillem de Cabestany toegeschreven gedichten, evenals zijn "Vida" (een literaire vorm waarin het leven van een troubadour wordt bezongen), werden gepubliceerd door François-Marie-Juste Raynouard in zijn Poésies des troubadours.